# Straight Up (chanson)
Pour les articles homonymes, voir Straight Up.
Singles de Paula Abdul
(It's Just) The Way That You Love Me
(1988) Forever Your Girl
(1989)
Straight Up est une chanson de l'artiste américaine Paula Abdul issue de son premier album studio Forever Your Girl. Elle sort en single le 22 novembre 1988 sous le label Virgin Records. Ce titre a été produit par Elliot Wolff et Keith Cohen.
Ce titre marque la percée de Paula Abdul, après deux tubes au succès limité, lorsque la radio de San Francisco commence à jouer la chanson. À la suite de la forte demande, la chanson sort en single et devient sa chanson signature.
Le single entre en 79e position sur le Billboard Hot 100 en décembre 1988. En février 1989, la chanson se hisse en première position et y reste pendant trois semaines consécutives.

## Vidéoclip
Le single atteint le top 20 du Billboard Hot 100 avant même qu'un vidéoclip ne soit tourné. Le vidéoclip est tourné à la mi-janvier 1989 et est dirigé par David Fincher tout comme les vidéoclips de ses prochains singles de l'album. La vidéo introduit la danse à claquette, qui va devenir sa marque de commerce dans ses vidéos suivantes. Arsenio Hall fait un caméo dans la vidéo.

## Versions
Plusieurs versions ont été réalisées en CD maxi ou maxi 12" :
- version de l'album : 4 min 11
- version single 7" : 3 min 51
- version longue 12" : 6 min 52 (par Elliot Wolff et Keith Cohen)
- version Power : 4 min 57 (remixée par Christer Modig et Boris Granich)
- version House : 7 min 10 (remixée par Kevin Saunderson et Ben Grosse)
- version Marley Marl : 6 min 38 (remixée par Marley Marl)
- version Ultimix : 6 min 55

## Performance dans les hits-parades

### Classements par pays
| Classement (1988-1989)                     | Meilleure position | Certification |
| ------------------------------------------ | ------------------ | ------------- |
| Allemagne (Media Control AG)               | 3                  |               |
| Australie (ARIA)                           | 27                 |               |
| Autriche (Ö3 Austria Top 40)               | 8                  |               |
| Belgique (VRT Top 30)                      | 3                  |               |
| Canada (RPM Top 100 Singles)               | 18                 | Or            |
| France (SNEP)                              | 12                 |               |
| Irlande (Irish Recorded Music Association) | 6                  |               |
| Norvège (VG-lista)                         | 1                  |               |
| Nouvelle-Zélande (RMNZ)                    | 6                  |               |
| Pays-Bas (Nederlandse Top 40)              | 3                  |               |
| Royaume-Uni (UK Singles Chart)             | 3                  | Argent        |
| Suède (Sverigetopplistan)                  | 2                  | Or            |
| Suisse (Schweizer Hitparade)               | 3                  |               |
| États-Unis (Hot 100)                       | 1                  | Platine       |
| États-Unis (R&B/Hip-Hop Songs)             | 2                  | Platine       |
| États-Unis (Dance Club Songs)              | 3                  | Platine       |

### Classement de fin d'année
| Pays (1989) | Position |
| ----------- | -------- |
| Allemagne   | 21       |
| Pays-Bas    | 16       |
| Suisse      | 16       |
| États-Unis  | 4        |